# Lobblet (Arvidsjaurs socken, Lappland, 730669-167494)
Lobblet är en sjö i Arvidsjaurs kommun i Lappland och ingår i Piteälvens huvudavrinningsområde. Sjön har en area på 0,146 kvadratkilometer och ligger 339 meter över havet. Sjön avvattnas av vattendraget Lullejaurbäcken.

## Delavrinningsområde
Lobblet ingår i det delavrinningsområde (730688-167411) som SMHI kallar för Ovan 730686-167134. Medelhöjden är 347 meter över havet och ytan är 8,19 kvadratkilometer. Det finns ett avrinningsområde uppströms, och räknas det in blir den ackumulerade arean 24,38 kvadratkilometer. Lullejaurbäcken som avvattnar avrinningsområdet har biflödesordning 3, vilket innebär att vattnet flödar genom totalt 3 vattendrag innan det når havet efter 159 kilometer. Avrinningsområdet består mestadels av skog (60 procent) och sankmarker (37 procent). Avrinningsområdet har 0,24 kvadratkilometer vattenytor vilket ger det en sjöprocent på 3 procent.